# Cinquième circonscription de la Sarthe
La cinquième circonscription de la Sarthe est l'une des cinq circonscriptions législatives françaises que compte le département de la Sarthe (72) situé en région Pays de la Loire.

## Description géographique et démographique

### De 1958 à 1986
La cinquième circonscription de la Sarthe était composée de :
- canton de Bonnétable
- canton de La Ferté-Bernard
- canton de La Fresnaye-sur-Chédouet
- canton de Fresnay-sur-Sarthe
- canton de Mamers
- canton de Marolles-les-Braults
- canton de Montmirail
- canton de Saint-Paterne
- canton de Tuffé
- canton de Vibraye

Source : Journal Officiel du 14-15 Octobre 1958.

### Depuis 1988
La cinquième circonscription de la Sarthe est délimitée par le découpage électoral de la loi n°86-1197 du 24 novembre 1986
, elle regroupe les divisions administratives suivantes :
- Canton de Ballon
- Canton de Bonnétable
- Canton de La Ferté-Bernard
- Canton de La Fresnaye-sur-Chédouet
- Canton de Mamers
- Canton du Mans-Nord-Campagne
- Canton du Mans-Nord-Ville
- Canton de Marolles-les-Braults
- Canton de Montmirail
- Canton de Tuffé
- Canton de Vibraye.

D'après le recensement général de la population en 2012, réalisé par l'Institut national de la statistique et des études économiques (Insee), la population totale de cette circonscription est estimée à 118 461 habitants.

## Historique des députations
| Législature | Début de mandat | Fin de mandat  | Député              | Parti politique     | Observations                                                                           |
| ----------- | --------------- | -------------- | ------------------- | ------------------- | -------------------------------------------------------------------------------------- |
| IXe         | 23 juin 1988    | 1er avril 1993 | Jean-Claude Boulard | PS                  |                                                                                        |
| Xe          | 2 avril 1993    | 21 avril 1997  | Pierre Gascher      | RPR                 | Mandat écourté à la suite d'une dissolution parlementaire décidée par Jacques Chirac.  |
| XIe         | 12 juin 1997    | 18 juin 2002   | Jean-Claude Boulard | PS                  |                                                                                        |
| XIIe        | 19 juin 2002    | 19 juin 2007   | Dominique Le Mèner, | UMP,                |                                                                                        |
| XIIIe       | 20 juin 2007    | 19 juin 2012   | Dominique Le Mèner  | UMP                 |                                                                                        |
| XIVe        | 20 juin 2012    | 20 juin 2017   | Dominique Le Mèner  | UMP                 |                                                                                        |
| XVe         | 21 juin 2017    | 21 juin 2022   | Jean-Carles Grelier | LR (2017) SL (2018) |                                                                                        |
| XVIe        | 22 juin 2022    | 9 juin 2024    | Jean-Carles Grelier | LREM                | Mandat écourté à la suite d'une dissolution parlementaire décidée par Emmanuel Macron. |
| XVIIe       | 8 juillet 2024  | En cours       | Jean-Carles Grelier | RE                  |                                                                                        |

## Historique des élections

### Élections de 1958
|                       | Michel d'Aillières élu | CNIP (UNR)     | 21 903 | 63,08  |  |  |  |
|                       | Albert Fouet           | Radsoc         | 8 871  | 25,55  |  |  |  |
|                       | Norbert Chenault       | PCF            | 3 948  | 11,37  |  |  |  |
|                       |                        |                |        |        |  |  |  |
| Inscrits              | Inscrits               | Inscrits       | 46 017 | 100,00 |  |  |  |
| Abstentions           | Abstentions            | Abstentions    | 10 183 | 22,13  |  |  |  |
| Votants               | Votants                | Votants        | 35 834 | 77,87  |  |  |  |
| Blancs et nuls        | Blancs et nuls         | Blancs et nuls | 1 112  | 3,1    |  |  |  |
| Exprimés              | Exprimés               | Exprimés       | 34 722 | 96,9   |  |  |  |
| Source : Data.gouv.fr |                        |                |        |        |  |  |  |

Le suppléant de Michel d'Aillières était le Docteur André Leguay, conseiller général du canton de Vibraye.

### Élections de 1962
| Candidat              | Candidat                         | Parti          | Premier tour | Premier tour | Second tour | Second tour |  |
| Candidat              | Candidat                         | Parti          | Voix         | %            | Voix        | %           |  |
| --------------------- | -------------------------------- | -------------- | ------------ | ------------ | ----------- | ----------- |  |
|                       | Michel d'Aillières sortant réélu | CNIP           | 14 196       | 48,48        | 19 507      | 71,2        |  |
|                       | Jacques Charron                  | UNR-UDT        | 6 282        | 21,45        | Retrait     | Retrait     |  |
|                       | Roger Massé                      | PCF            | 4 728        | 16,15        | 7 890       | 28,8        |  |
|                       | Pierre Chauvel                   | Radsoc         | 4 077        | 13,92        | Retrait     | Retrait     |  |
|                       |                                  |                |              |              |             |             |  |
| Inscrits              | Inscrits                         | Inscrits       | 45 385       | 100,00       | 45 370      | 100,00      |  |
| Abstentions           | Abstentions                      | Abstentions    | 14 753       | 32,51        | 15 786      | 34,79       |  |
| Votants               | Votants                          | Votants        | 30 632       | 67,49        | 29 584      | 65,21       |  |
| Blancs et nuls        | Blancs et nuls                   | Blancs et nuls | 1 349        | 4,4          | 2 187       | 7,39        |  |
| Exprimés              | Exprimés                         | Exprimés       | 29 283       | 95,6         | 27 397      | 92,61       |  |
| Source : Data.gouv.fr |                                  |                |              |              |             |             |  |

Le Suppléant de Michel d'Aillières était le Dr André Leguay.

### Élections de 1967
|                       | Michel d'Aillières sortant réélu | RI             | 21 421 | 61,16  |  |  |  |
|                       | Roger Massé                      | PCF            | 6 904  | 19,71  |  |  |  |
|                       | Jean Dubois                      | FGDS           | 6 702  | 19,13  |  |  |  |
|                       |                                  |                |        |        |  |  |  |
| Inscrits              | Inscrits                         | Inscrits       | 43 685 | 100,00 |  |  |  |
| Abstentions           | Abstentions                      | Abstentions    | 7 166  | 16,4   |  |  |  |
| Votants               | Votants                          | Votants        | 36 519 | 83,6   |  |  |  |
| Blancs et nuls        | Blancs et nuls                   | Blancs et nuls | 1 492  | 4,09   |  |  |  |
| Exprimés              | Exprimés                         | Exprimés       | 35 027 | 95,91  |  |  |  |
| Source : Data.gouv.fr |                                  |                |        |        |  |  |  |

Le suppléant de Michel d'Aillières était le Dr André Leguay.

### Élections de 1968
|                       | Michel d'Aillières sortant réélu | RI (URP)       | 21 919 | 60,74  |  |  |  |
|                       | Raymond Loiseau                  | FGDS (Radical) | 8 436  | 23,38  |  |  |  |
|                       | Roger Massé                      | PCF            | 4 377  | 12,13  |  |  |  |
|                       | Raymond Maris                    | PSU            | 1 355  | 3,75   |  |  |  |
|                       |                                  |                |        |        |  |  |  |
| Inscrits              | Inscrits                         | Inscrits       | 44 361 | 100,00 |  |  |  |
| Abstentions           | Abstentions                      | Abstentions    | 7 410  | 16,7   |  |  |  |
| Votants               | Votants                          | Votants        | 36 951 | 83,3   |  |  |  |
| Blancs et nuls        | Blancs et nuls                   | Blancs et nuls | 864    | 2,34   |  |  |  |
| Exprimés              | Exprimés                         | Exprimés       | 36 087 | 97,66  |  |  |  |
| Source : Data.gouv.fr |                                  |                |        |        |  |  |  |

Le suppléant de Michel d'Aillières était le Dr André Leguay.

### Élections de 1973
|                       | Michel d'Aillières sortant réélu | RI (URP)       | 20 173 | 53,94  |  |  |  |
|                       | Roger Massé                      | PCF            | 6 963  | 18,62  |  |  |  |
|                       | Jean Margot                      | PS (UGSD)      | 5 632  | 15,06  |  |  |  |
|                       | Jacques Gohier                   | MR             | 3 174  | 8,49   |  |  |  |
|                       | Bernard Antoine                  | Divers droite  | 1 457  | 3,9    |  |  |  |
|                       |                                  |                |        |        |  |  |  |
| Inscrits              | Inscrits                         | Inscrits       | 46 099 | 100,00 |  |  |  |
| Abstentions           | Abstentions                      | Abstentions    | 7 607  | 16,5   |  |  |  |
| Votants               | Votants                          | Votants        | 38 492 | 83,5   |  |  |  |
| Blancs et nuls        | Blancs et nuls                   | Blancs et nuls | 1 093  | 2,84   |  |  |  |
| Exprimés              | Exprimés                         | Exprimés       | 37 399 | 97,16  |  |  |  |
| Source : Data.gouv.fr |                                  |                |        |        |  |  |  |

Le suppléant de Michel d'Aillières était le Dr André Leguay.

### Élections de 1978
| Candidat              | Candidat           | Parti          | Premier tour | Premier tour | Second tour | Second tour |  |
| Candidat              | Candidat           | Parti          | Voix         | %            | Voix        | %           |  |
| --------------------- | ------------------ | -------------- | ------------ | ------------ | ----------- | ----------- |  |
|                       | Pierre Gascher élu | RPR            | 12 662       | 28,96        | 25 859      | 58,32       |  |
|                       | Pierre Lardeyret   | UDF (PR)       | 11 491       | 26,28        | Retrait     | Retrait     |  |
|                       | André Chopart      | PS             | 7 523        | 17,2         | 18 482      | 41,68       |  |
|                       | Roger Massé        | PCF            | 7 261        | 16,6         | Retrait     | Retrait     |  |
|                       | Pierre Hervé       | Divers gauche  | 1 986        | 4,54         |             |             |  |
|                       | Philippe Bua       | LO             | 1 188        | 2,72         |             |             |  |
|                       | Yves Populaire     | MDD            | 1 054        | 2,41         |             |             |  |
|                       | Jocelyne Dannay    | Extrême droite | 564          | 1,29         |             |             |  |
|                       |                    |                |              |              |             |             |  |
| Inscrits              | Inscrits           | Inscrits       | 52 794       | 100,00       | 52 762      | 100,00      |  |
| Abstentions           | Abstentions        | Abstentions    | 7 679        | 14,55        | 7 439       | 14,1        |  |
| Votants               | Votants            | Votants        | 45 115       | 85,45        | 45 323      | 85,9        |  |
| Blancs et nuls        | Blancs et nuls     | Blancs et nuls | 1 386        | 3,07         | 982         | 2,17        |  |
| Exprimés              | Exprimés           | Exprimés       | 43 729       | 96,93        | 44 341      | 97,83       |  |
| Source : Data.gouv.fr |                    |                |              |              |             |             |  |

Le suppléant de Pierre Gascher était Jean-Pierre Chauveau, maire adjoint de Mamers

### Élections de 1981
|                | Pierre Gascher sortant réélu | RPR (UNM)      | 22 212 | 55,76  |  |  |  |
|                | Joseph Frapard               | PS             | 13 526 | 33,95  |  |  |  |
|                | Bernard Cosnard              | PCF            | 3 378  | 8,48   |  |  |  |
|                | Jean Havas                   | MRG            | 716    | 1,80   |  |  |  |
|                | Lionel Prouteau              | CCA            | 4      | 0,01   |  |  |  |
|                |                              |                |        |        |  |  |  |
| Inscrits       | Inscrits                     | Inscrits       | 54 581 | 100,00 |  |  |  |
| Abstentions    | Abstentions                  | Abstentions    | 14 131 | 25,89  |  |  |  |
| Votants        | Votants                      | Votants        | 40 450 | 74,11  |  |  |  |
| Blancs et nuls | Blancs et nuls               | Blancs et nuls | 614    | 1,52   |  |  |  |
| Exprimés       | Exprimés                     | Exprimés       | 39 836 | 98,48  |  |  |  |

Le suppléant de Pierre Gascher était Jean-Pierre Chauveau.

### Élections de 1988
| Candidat       | Candidat                            | Parti          | Premier tour | Premier tour | Second tour | Second tour |  |
| Candidat       | Candidat                            | Parti          | Voix         | %            | Voix        | %           |  |
| -------------- | ----------------------------------- | -------------- | ------------ | ------------ | ----------- | ----------- |  |
|                | Georges Bollengier-Stragier sortant | UDF (PR) (URC) | 22 918       | 44,19        | 27 779      | 49,45       |  |
|                | Jean-Claude Boulard élu             | PS             | 22 518       | 43,42        | 28 400      | 50,55       |  |
|                | Christian Rouby                     | PCF            | 3 520        | 6,79         |             |             |  |
|                | Jean-Claude Barlemont               | FN             | 2 901        | 5,59         |             |             |  |
|                |                                     |                |              |              |             |             |  |
| Inscrits       | Inscrits                            | Inscrits       | 78 740       | 100,00       | 78 704      | 100,00      |  |
| Abstentions    | Abstentions                         | Abstentions    | 25 738       | 32,69        | 21 408      | 27,2        |  |
| Votants        | Votants                             | Votants        | 53 002       | 67,31        | 57 296      | 72,8        |  |
| Blancs et nuls | Blancs et nuls                      | Blancs et nuls | 1 145        | 2,16         | 1 117       | 1,95        |  |
| Exprimés       | Exprimés                            | Exprimés       | 51 857       | 97,84        | 56 179      | 98,05       |  |

La suppléante de Jean-Claude Boulard était Madame Raymond Loiseau, agricultrice retraitée, Saint-Cosme-en-Vairais.

### Élections de 1993
| Candidat       | Candidat                    | Parti          | Premier tour | Premier tour | Second tour | Second tour |  |
| Candidat       | Candidat                    | Parti          | Voix         | %            | Voix        | %           |  |
| -------------- | --------------------------- | -------------- | ------------ | ------------ | ----------- | ----------- |  |
|                | Pierre Gascher élu          | RPR            | 15 805       | 30,4         | 31 417      | 58,29       |  |
|                | Jean-Claude Boulard sortant | PS (ADFP)      | 12 917       | 24,84        | 22 485      | 41,71       |  |
|                | Guy Lardeyret               | UDF (PR)       | 9 120        | 17,54        |             |             |  |
|                | Marcel de Cossé-Brissac     | FN             | 4 186        | 8,05         |             |             |  |
|                | Claude Maupay               | GÉ (EÉ)        | 3 785        | 7,28         |             |             |  |
|                | Claude Tessier              | SÉGA           | 2 124        | 4,09         |             |             |  |
|                | Gilles Leproust             | PCF            | 2 062        | 3,97         |             |             |  |
|                | Michel Poinçot              | LT-LNÉ         | 1 996        | 3,84         |             |             |  |
|                |                             |                |              |              |             |             |  |
| Inscrits       | Inscrits                    | Inscrits       | 81 467       | 100,00       | 81 452      | 100,00      |  |
| Abstentions    | Abstentions                 | Abstentions    | 23 788       | 29,2         | 24 286      | 29,82       |  |
| Votants        | Votants                     | Votants        | 57 679       | 70,8         | 57 166      | 70,18       |  |
| Blancs et nuls | Blancs et nuls              | Blancs et nuls | 5 684        | 9,85         | 3 264       | 5,71        |  |
| Exprimés       | Exprimés                    | Exprimés       | 51 995       | 90,15        | 53 902      | 94,29       |  |

La suppléante de Pierre Gascher était Pierrette Leprince, maire UDF de Saint-Pavace.

### Élections de 1997
| Candidat       | Candidat                | Parti          | Premier tour | Premier tour | Second tour | Second tour |  |
| Candidat       | Candidat                | Parti          | Voix         | %            | Voix        | %           |  |
| -------------- | ----------------------- | -------------- | ------------ | ------------ | ----------- | ----------- |  |
|                | Jean-Claude Boulard élu | PS             | 17 602       | 33,34        | 29 324      | 52,15       |  |
|                | Dominique Le Mèner      | RPR            | 16 360       | 30,98        | 26 908      | 47,85       |  |
|                | Marcel de Cossé-Brissac | FN             | 5 232        | 9,91         |             |             |  |
|                | Jocelyne Totée          | PCF            | 2 856        | 5,41         |             |             |  |
|                | Guy Lardeyret           | Divers droite  | 2 688        | 5,09         |             |             |  |
|                | Renée Gouhier           | Les Verts      | 2 476        | 4,69         |             |             |  |
|                | Cécile Bayle de Jessé   | LDI (MPF)      | 1 830        | 3,47         |             |             |  |
|                | Alain Aubry             | LO             | 1 694        | 3,21         |             |             |  |
|                | Jean-Noël Roghe         | MÉI            | 900          | 1,7          |             |             |  |
|                | Bruno Lagadec           | MDR            | 643          | 1,22         |             |             |  |
|                | René Darlot             | Divers droite  | 521          | 0,99         |             |             |  |
|                |                         |                |              |              |             |             |  |
| Inscrits       | Inscrits                | Inscrits       | 81 097       | 100,00       | 81 085      | 100,00      |  |
| Abstentions    | Abstentions             | Abstentions    | 24 899       | 30,7         | 21 619      | 26,66       |  |
| Votants        | Votants                 | Votants        | 56 198       | 69,3         | 59 466      | 73,34       |  |
| Blancs et nuls | Blancs et nuls          | Blancs et nuls | 3 396        | 6,04         | 3 234       | 5,44        |  |
| Exprimés       | Exprimés                | Exprimés       | 52 802       | 93,96        | 56 232      | 94,56       |  |

Le suppléant de Jean-Claude Boulard était Jean-Yves Tessier, maire de Saint-Cosme-en-Vairais, professeur de collège.

### Élections de 2002
| Candidat       | Candidat                    | Parti            | Premier tour | Premier tour | Second tour | Second tour |  |
| Candidat       | Candidat                    | Parti            | Voix         | %            | Voix        | %           |  |
| -------------- | --------------------------- | ---------------- | ------------ | ------------ | ----------- | ----------- |  |
|                | Dominique Le Mèner élu      | UMP              | 20 345       | 39,06        | 27 075      | 55,9        |  |
|                | Christophe Rouillon         | PS               | 15 498       | 29,75        | 21 356      | 44,1        |  |
|                | Lucienne Maleyrat           | FN               | 4 332        | 8,32         |             |             |  |
|                | Cécile Bayle de Jessé       | MPF              | 2 858        | 5,49         |             |             |  |
|                | Jean-Michel Branche         | UDF              | 2 318        | 4,45         |             |             |  |
|                | Marie-Laure Motreuil        | Les Verts        | 1 889        | 3,63         |             |             |  |
|                | Jocelyne Totée              | PCF              | 1 157        | 2,22         |             |             |  |
|                | Karine Fouquet              | LO               | 1 058        | 2,03         |             |             |  |
|                | Gérard Guyau                | LCR              | 876          | 1,68         |             |             |  |
|                | Philippe Villedieu de Torcy | CPNT             | 774          | 1,49         |             |             |  |
|                | Jean-Claude Leroyer         | Pôle républicain | 511          | 0,98         |             |             |  |
|                | Jean-François Lagrange      | MNR              | 471          | 0,9          |             |             |  |
|                |                             |                  |              |              |             |             |  |
| Inscrits       | Inscrits                    | Inscrits         | 84 051       | 100,00       | 84 037      | 100,00      |  |
| Abstentions    | Abstentions                 | Abstentions      | 30 486       | 36,27        | 33 840      | 40,27       |  |
| Votants        | Votants                     | Votants          | 53 565       | 63,73        | 50 197      | 59,73       |  |
| Blancs et nuls | Blancs et nuls              | Blancs et nuls   | 1 478        | 2,76         | 1 766       | 3,52        |  |
| Exprimés       | Exprimés                    | Exprimés         | 52 087       | 97,24        | 48 431      | 96,48       |  |

Le suppléant de Dominique Le Mèner était Jean-Carles Grelier, avocat, maire adjoint de La Ferté-Bernard.

### Élections de 2007
| Candidat       | Candidat                         | Parti          | Premier tour | Premier tour | Second tour | Second tour |  |
| Candidat       | Candidat                         | Parti          | Voix         | %            | Voix        | %           |  |
| -------------- | -------------------------------- | -------------- | ------------ | ------------ | ----------- | ----------- |  |
|                | Dominique Le Mèner sortant réélu | UMP            | 26 042       | 49,61        | 27 754      | 55,11       |  |
|                | Christophe Rouillon              | PS             | 15 796       | 30,09        | 22 606      | 44,89       |  |
|                | Albert Peirano                   | UDF–MoDem      | 2 652        | 5,05         |             |             |  |
|                | Gilles Laurent                   | FN             | 1 655        | 3,15         |             |             |  |
|                | Catherine Gouhier                | Les Verts      | 1 247        | 2,38         |             |             |  |
|                | Gérard Guyau                     | LCR            | 1 152        | 2,19         |             |             |  |
|                | Cécile Bayle de Jessé            | MPF            | 907          | 1,73         |             |             |  |
|                | Annick Vignez                    | PCF            | 837          | 1,59         |             |             |  |
|                | Karine Fouquet                   | LO             | 563          | 1,07         |             |             |  |
|                | Nadia Chikh                      | LT-LNÉ         | 563          | 1,07         |             |             |  |
|                | Philippe de Torcy                | CPNT           | 519          | 0,99         |             |             |  |
|                | Gérard Goulette                  | Divers         | 285          | 0,54         |             |             |  |
|                | Jean-François Lagrange           | MNR            | 262          | 0,5          |             |             |  |
|                | Daniel Bouchard                  | Divers gauche  | 17           | 0,03         |             |             |  |
|                |                                  |                |              |              |             |             |  |
| Inscrits       | Inscrits                         | Inscrits       | 86 796       | 100,00       | 86 793      | 100,00      |  |
| Abstentions    | Abstentions                      | Abstentions    | 33 039       | 38,07        | 35 104      | 40,45       |  |
| Votants        | Votants                          | Votants        | 53 757       | 61,93        | 51 689      | 59,55       |  |
| Blancs et nuls | Blancs et nuls                   | Blancs et nuls | 1 260        | 2,34         | 1 329       | 2,57        |  |
| Exprimés       | Exprimés                         | Exprimés       | 52 497       | 97,66        | 50 360      | 97,43       |  |

### Élections de 2012
| Candidat       | Candidat                         | Parti          | Premier tour | Premier tour | Second tour | Second tour |  |
| Candidat       | Candidat                         | Parti          | Voix         | %            | Voix        | %           |  |
| -------------- | -------------------------------- | -------------- | ------------ | ------------ | ----------- | ----------- |  |
|                | Dominique Le Mèner sortant réélu | UMP            | 20 491       | 39,64        | 25 581      | 50,16       |  |
|                | Christophe Rouillon              | PS             | 19 959       | 38,61        | 25 420      | 49,84       |  |
|                | Marie-Claude Deotto              | RBM (FN)       | 5 750        | 11,12        |             |             |  |
|                | Luc-Marie Faburel                | FG (PG) (PCF)  | 2 474        | 4,79         |             |             |  |
|                | Elen Debost                      | EÉLV           | 1 636        | 3,16         |             |             |  |
|                | Cécile Bayle de Jessé            | DLR            | 618          | 1,20         |             |             |  |
|                | Orianne May                      | NPA            | 283          | 0,55         |             |             |  |
|                | Karine Fouquet                   | LO             | 253          | 0,49         |             |             |  |
|                | Marie-Christine Phillips         | MPF            | 234          | 0,45         |             |             |  |
|                |                                  |                |              |              |             |             |  |
| Inscrits       | Inscrits                         | Inscrits       | 87 469       | 100,00       | 87 454      | 100,00      |  |
| Abstentions    | Abstentions                      | Abstentions    | 34 852       | 39,84        | 34 980      | 40          |  |
| Votants        | Votants                          | Votants        | 52 617       | 60,16        | 52 474      | 60          |  |
| Blancs et nuls | Blancs et nuls                   | Blancs et nuls | 919          | 1,75         | 1 473       | 2,81        |  |
| Exprimés       | Exprimés                         | Exprimés       | 51 698       | 98,25        | 51 001      | 97,19       |  |

### Élections de 2017
|                                                                            |                                                                             |                           |                           |                          |                          |
|                                                                            |                                                                             | Premier tour 11 juin 2017 | Premier tour 11 juin 2017 | Second tour 18 juin 2017 | Second tour 18 juin 2017 |
|                                                                            |                                                                             |                           |                           |                          |                          |
|                                                                            |                                                                             | Nombre                    | % des inscrits            | Nombre                   | % des inscrits           |
| Inscrits                                                                   | Inscrits                                                                    | 86 938                    | 100,00                    | 86 938                   | 100,00                   |
| Abstentions                                                                | Abstentions                                                                 | 42 528                    | 48,92                     | 48 755                   | 56,08                    |
| Votants                                                                    | Votants                                                                     | 44 410                    | 51,08                     | 38 183                   | 43,92                    |
|                                                                            |                                                                             |                           | % des votants             |                          | % des votants            |
| Bulletins blancs                                                           | Bulletins blancs                                                            | 1 074                     | 2,42                      | 3 518                    | 9,21                     |
| Bulletins nuls                                                             | Bulletins nuls                                                              | 267                       | 0,60                      | 919                      | 2,41                     |
| Suffrages exprimés                                                         | Suffrages exprimés                                                          | 43 069                    | 96,98                     | 33 746                   | 88,38                    |
|                                                                            |                                                                             |                           |                           |                          |                          |
| Candidat Étiquette politique (partis et alliances)                         | Candidat Étiquette politique (partis et alliances)                          | Voix                      | % des exprimés            | Voix                     | % des exprimés           |
|                                                                            |                                                                             |                           |                           |                          |                          |
|                                                                            | Willy Colin La République en marche                                         | 13 645                    | 31,68                     | 15 951                   | 47,27                    |
|                                                                            | Jean-Carles Grelier Les Républicains (Union des démocrates et indépendants) | 11 731                    | 27,24                     | 17 795                   | 52,73                    |
|                                                                            | Éric de Vilmarest Front national                                            | 5 478                     | 12,72                     |                          |                          |
|                                                                            | Luc-Marie Faburel La France insoumise                                       | 5 039                     | 11,70                     |                          |                          |
|                                                                            | Sophie Bringuy Europe Écologie Les Verts                                    | 2 107                     | 4,89                      |                          |                          |
|                                                                            | Samuel Cadeau Parti socialiste                                              | 1 560                     | 3,62                      |                          |                          |
|                                                                            | Cécile Bayle de Jessé Debout la France                                      | 989                       | 2,30                      |                          |                          |
|                                                                            | Vincent Petit Parti communiste français                                     | 617                       | 1,43                      |                          |                          |
|                                                                            | Arnaud Rolland Parti animaliste                                             | 494                       | 1,15                      |                          |                          |
|                                                                            | Aurélie Arsenio Parti de la France                                          | 396                       | 0,92                      |                          |                          |
|                                                                            | Karine Fouquet Lutte ouvrière                                               | 386                       | 0,90                      |                          |                          |
|                                                                            | Brigitte Dupin Souveraineté, identité et libertés                           | 378                       | 0,88                      |                          |                          |
|                                                                            | Antoine Hervieu Union populaire républicaine                                | 249                       | 0,58                      |                          |                          |
| Source : Ministère de l'Intérieur - Cinquième circonscription de la Sarthe |                                                                             |                           |                           |                          |                          |

### Élections de 2022
| Résultats des élections législatives des 12 et 19 juin 2022 de la 5e circonscription de la Sarthe |                          |                          |                          |              |              |             |             |
| Candidat                                                                                          | Candidat                 | Parti et coalition       | Nuance                   | Premier tour | Premier tour | Second tour | Second tour |
| Candidat                                                                                          | Candidat                 | Parti et coalition       | Nuance                   | Voix         | %            | Voix        | %           |
|                                                                                                   | Jean-Carles Grelier,     | ex LR (ENS)              | ENS                      | 13 267       | 33,73        | 21 174      | 59,51       |
|                                                                                                   | Victoria de Vigneral     | RN                       | RN                       | 8 944        | 22,74        | 14 404      | 40,49       |
|                                                                                                   | Rabbi Kokolo             | LFI (NUPES)              | NUP                      | 7 768        | 19,75        |             |             |
|                                                                                                   | Frédéric Lunel           | PS diss.                 | DVG                      | 3 667        | 9,32         |             |             |
|                                                                                                   | Noa Lerosier             | LR (UDC)                 | LR                       | 1 619        | 4,12         |             |             |
|                                                                                                   | Éric de Vilmarest        | REC                      | REC                      | 1 455        | 3,70         |             |             |
|                                                                                                   | Cécile Bayle de Jessé    | DLF (UPF)                | DSV                      | 1 083        | 2,75         |             |             |
|                                                                                                   | Solène Manuel            | PA                       | ECO                      | 488          | 1,24         |             |             |
|                                                                                                   | Karine Fouquet,          | LO                       | DXG                      | 487          | 1,24         |             |             |
|                                                                                                   | Laurent Robyn            | UCPL                     | DVG                      | 292          | 0,74         |             |             |
|                                                                                                   | Julien Gadrault          | SE                       | DIV                      | 263          | 0,67         |             |             |
| Votes valides                                                                                     | Votes valides            | Votes valides            | Votes valides            | 39 333       | 96,44        | 35 578      | 90,13       |
| Votes blancs                                                                                      | Votes blancs             | Votes blancs             | Votes blancs             | 1 147        | 2,81         | 3 255       | 8,25        |
| Votes nuls                                                                                        | Votes nuls               | Votes nuls               | Votes nuls               | 306          | 0,75         | 641         | 1,62        |
| Total                                                                                             | Total                    | Total                    | Total                    | 40 786       | 100          | 39 474      | 100         |
| Abstention                                                                                        | Abstention               | Abstention               | Abstention               | 47 090       | 53,59        | 48 410      | 55,08       |
| Inscrits / participation                                                                          | Inscrits / participation | Inscrits / participation | Inscrits / participation | 87 876       | 46,41        | 87 884      | 44,92       |

### Élections de 2024
Député sortant : Jean-Carles Grelier (RE)
| Candidat                 | Candidat                 | Parti et coalition       | Nuance                   | Premier tour | Premier tour | Second tour | Second tour |
| Candidat                 | Candidat                 | Parti et coalition       | Nuance                   | Voix         | %            | Voix        | %           |
| ------------------------ | ------------------------ | ------------------------ | ------------------------ | ------------ | ------------ | ----------- | ----------- |
|                          | Jean-Carles Grelier      | RE (ENS)                 | ENS                      | 17 898       | 31,28        | 32 006      | 57,04       |
|                          | Pierre Vaugarny          | RN                       | RN                       | 21 870       | 38,23        | 24 102      | 42,96       |
|                          | Christophe Rouillon      | PS (NFP)                 | UG                       | 15 261       | 26,67        | Retrait     | Retrait     |
|                          | Cécile Bayle de Jessé    | DLF                      | DSV                      | 1 285        | 2,25         |             |             |
|                          | Karine Fouquet           | LO                       | EXG                      | 899          | 1,57         |             |             |
| Suffrages exprimés       | Suffrages exprimés       | Suffrages exprimés       | Suffrages exprimés       | 57 213       | 96,84        | 56 108      | 94,82       |
| Votes blancs             | Votes blancs             | Votes blancs             | Votes blancs             | 1 367        | 2,31         | 2 443       | 4,13        |
| Votes nuls               | Votes nuls               | Votes nuls               | Votes nuls               | 497          | 0,84         | 620         | 1,05        |
| Total                    | Total                    | Total                    | Total                    | 59 077       | 100          | 59 171      | 100         |
| Abstention               | Abstention               | Abstention               | Abstention               | 28 903       | 32,85        | 28 833      | 32,76       |
| Inscrits / participation | Inscrits / participation | Inscrits / participation | Inscrits / participation | 87 980       | 67,15        | 88 004      | 67,24       |

#### Département de la Sarthe
- La fiche de l'INSEE de cette circonscription : « Tableaux et Analyses de la cinquième circonscription de la Sarthe », sur insee.fr, site de l'Institut national de la statistique et des études économiques (consulté le 10 juin 2007)

- « Tous les députés du département de la Sarthe depuis 1789 », sur assemblee-nationale.fr, site de l'Assemblée nationale française (consulté le 10 juin 2007)

- « Informations contentieuses sur le département de la Sarthe (Élections législatives de 2002) »(Archive.org • Wikiwix • Archive.is • Google • Que faire ?), sur conseil-constitutionnel.fr, site du Conseil constitutionnel (consulté le 13 juin 2007)

#### Circonscriptions en France
- « Carte des circonscriptions législatives en France », sur assemblee-nationale.fr, site de l'Assemblée nationale française (consulté le 10 juin 2007)

- « Résultats électoraux officiels en France »(Archive.org • Wikiwix • Archive.is • Google • Que faire ?), sur interieur.gouv.fr, site du ministère de l'Intérieur (France) (consulté le 13 juin 2007)

- Description et Atlas des circonscriptions électorales de France sur http://www.atlaspol.com, Atlaspol, site de cartographie géopolitique, consulté le 13 juin 2007.